# چبیکوو، وئیودشیپ پومرانیان غربی
چبیکوو، وئیودشیپ پومرانیان غربی (به لاتین: Trzebiechowo, West Pomeranian Voivodeship) یک سکونتگاه مسکونی در لهستان است که در Gmina Szczecinek واقع شده‌است.

## خصوصیات
چبیکوو ۲۲۰ نفر جمعیت دارد.